# Орфографія
Детальніші відомості про україномовний синонім орфографії ви можете знайти в статті правопис.
Орфогра́фія, або ортогра́фія (грец. ὀρθογραφία, від ὀρθός — «правильний» і γράφω — «писати»), —  система загальноприйнятих правил написання слів певної мови. Синонім до правопису.
Орфографія регулює правильність:
- написання звуків (фонем) літерами;
- написання слів разом, окремо та через дефіс;
- вживання великої літери;
- правила перенесення частини слова з рядка в рядок.
- написання афіксів і закінчень відмінюваних слів.

Орфографічні/правописні правила, як складова частина системи письмових норм літературної мови, повинні бути єдині для всіх, хто користується даною мовою. Єдність і обов'язковість орфографії для всіх полегшує спілкування людей за допомогою літературної мови, робить його дієвішим, ефективнішим, що, звичайно, сприяє піднесенню мовної культури народу.

## Методика навчання орфографії
Орфографія української мови ґрунтується на таких лінгводидактичних принципах: фонетичному, морфологічному, історико-традиційному, смисловому (ідеографічному, або диференційному).
За фонетичним принципом слова пишуть так, як вимовляють (слова зі знаком м'якшення, з подвоєнням букв, більшість відмінкових закінчень іменників, прикметників, дієслів тощо). Для формування правописних умінь та навичок за фонетичним принципом використовують такі вправи: звуковий та звуко-буквений аналізи, звукове моделювання та конструювання, коментоване письмо, попереджувальний та пояснювальний диктанти, списування з попереднім проговорюванням («орфографічне промовляння»).
Морфологічний принцип потребує застосування правила «однакового позначення морфем» (написання однієї та тієї самої морфеми незалежно від її вимови в різних позиціях). За цим принципом пишуть слова, у яких вимова розходиться з написання. Правопис таких слів потребує перевірки відповідним правилом. Наприклад, слова з ненаголошеними [е], [и], що перевіряються наголосом; написання префіксів роз-, без-, з-, с-; слова з явищем асиміляції (просьба, боротьба, нігті, вогкий); закінчення іменників гру́шею, бо меже́ю). Учні виконують певні дії за правилом (алгоритмом): визначають сильну позицію для голосних — під наголосом, для приголосних — перед голосним; здійснюють мовний аналіз.
Історико-традиційний принцип зберігає написання слів, що склалися історично, хоч таке написання не відповідає ні вимові, ні морфемній структурі слова. До таких написань належать збереження подвоєння літер у власних назвах іншомовного походження (Голландія, Руссо, Геннадій), відсутність подвоєння у запозичених загальних назвах (клас, тролейбус, пасажир), а також уживання -е-, -и- у ненаголошених позиціях (кишеня, пшениця, левада). Написання за цим принципом вимагає запам'ятовування графічного образу слова.
Смисловому (ідеографічному, або диференційному) принципу відповідають випадки подібних за написанням слів, але відмінних за смислом: компанія і кампанія, звука (в лінгвістиці, музиці) і звуку (в інших значеннях), до дому і додому, любов і Любов, орел і Орел, зліз з дерева, не прийшов. Засвоєння смислових написань забезпечується через розуміння значень слів.

## Орфографізм
Орфографізм або ефект Бубена — вплив орфографії на вимову.
Прикладом орфографізму є французькі запозичення в англійській мові. Оригінально такі слова, як theater, theme, throne, author, Catholic, anthem, apothecary, amethyst, arthritic, authentic, authority, lethargy, panther тощо, вимовляли через /t/, як у мові-джерелі — середньофранцузькій. Однак, оскільки диграф th у власне англійських словах позначає звуки /θ/ і /ð/, вимова запозичень з часом почала мінятись. У деяких словах t-вимова протрималась до кінця 18 століття (наприклад, у слові apothecary). Водночас колись широко вживане серед неграмотного люду ім'я Thomas не зазнало заміни /t/ на /θ/ досі.